# Tưởng Bân
Tưởng Bân (tiếng Trung: 蔣斌; bính âm: Jiang Bin; ? – 264), không rõ tên tự, là tướng lĩnh nhà Quý Hán thời Tam Quốc trong lịch sử Trung Quốc.

## Cuộc đời
Tưởng Bân quê ở huyện Tương Hương, quận Linh Lăng, Kinh Châu, là con trai trưởng của đại thần Tưởng Uyển.
Năm 246, Tưởng Uyển qua đời, Tưởng Bân tập tước An Dương đình hầu, quan đến Tuy Vũ tướng quân, Hán Thành Hộ quân. Năm 258, Đại tướng quân Khương Duy thay đổi hệ thống phòng thủ Hán Trung, cắt cử Hồ Tế giữ Hán Thọ, Vương Hàm giữ Lạc Thành, Tưởng Bân giữ Hán Thành.
Năm 263, quân Ngụy tấn công, Chung Hội phá được Dương Bình, tiến đến bao vây Hán Thành. Tưởng Bân thủ vững thành trì, Hội cho gửi thư đến chiêu hàng: Hiền tài văn võ đất Ba Thục quá nhiều, đến mức túc hạ, Gia Cát Tư Viễn, đều như cỏ cây, giống như tôi vậy. Kính trọng cố hương, là việc xưa nay đều ngợi ca. Tôi đến từ phía tây, muốn thăm viếng mộ của lệnh tôn, xin được vẩy nước quét mộ, để tỏa lòng tôn kính. Mong túc hạ chỉ cho.
Bân hồi đáp: Biết ngài coi ta như tri kỷ, chẳng thể cự tuyệt. Cha ta khi xưa bị bệnh, mất tại huyện Phù, lời bói rằng nơi đó đất lành, liền an táng tại đấy. Biết ngài tới từ tây tới, muốn hạ mình tu sửa mộ phần. Coi Tử như cha, là cái nhân của Nhan Tử vậy, thấy lệnh mà thương, càng tăng tình ý.
Chung Hội đọc xong, biết Tưởng Bân quyết ý không hàng, lại đang bị Khương Duy, Trương Dực chặn đứng ở Kiếm Các, bèn cho đóng quân ở huyện Phù, làm đúng theo những gì đã viết.
Cuối năm, Hậu chủ đầu hàng, cho người gửi hịch đến các nơi. Tưởng Bân đến Phù Thành đầu hàng Chung Hội. Hội đối xử với Bân như bằng hữu. Năm 264, Tưởng Bân theo Chung Hội đến Thành Đô. Khương Duy mưu đồ kích động Chung Hội nổi dậy rồi khôi phục nhà Hán. Việc thất bại, Khương Duy, Chung Hội bị loạn quân giết chết. Tưởng Bân cùng em trai Tưởng Hiển cũng bị giết.

## Trong văn hóa
Trong tiểu thuyết Tam quốc diễn nghĩa của La Quán Trung, Tưởng Bân xuất hiện từ hồi 113. Khương Duy xuất quân ra Kỳ Sơn, lấy Tưởng Bân, Vương Hàm làm tả quân, sai hai người cho quân dựng trại. Hai tướng sợ quân Ngụy đánh lén, cho quân sĩ đi ngủ không cởi giáp. Đặng Ngải cho phó tướng Trịnh Luân dẫn 500 quân đào địa đạo. Đặng Trung dẫn quân tấn công, trong thì Đặng Trung từ dưới đất chui lên. Tưởng Bân, Vương Hàm liều chết chống cự không nổi, đành phải bỏ trại mà chạy. Hôm sau, hai tướng thu thập tàn quân, đến chỗ Khương Duy xin chịu tội. Duy nói: Đó không phải là tội tại các ngươi. Bởi vì ta không tường mạch đất, mới đến nỗi thế. Sau đó cấp thêm binh mã cho Bân, Hàm, cử hai người đi hạ trại.
Khương Duy dẫn quân ra Đạp Trung làm đồn điền, sai Hồ Tế đóng ở thành Hán Thọ, Vương Hàm giữ Lạc Thành, Tưởng Bân giữ Hán Thành, Tưởng Thư, Phó Thiêm giữ ải Dương Bình. Quân Ngụy đánh tới, Tưởng Thư dâng ải Dương Bình cho Chung Hội, khiến Hán Trung thất thủ. Tưởng Bân, Vương Hàm thấy thế, bèn mở thành ra hàng.